# 보이 A
보이 A(Boy A)는 영국의 작가 조너선 트리겔이 2004년에 지은 소설이다.

## 이야기
이 책은 아동 피고인과 아동 살인범의 신원을 은폐하는 법정 관행에서 제목을 따와 성인이 되어 사회에 풀려난 아동 범죄자의 이야기이다.

## 성공
영어권 국가의 서펜츠테일(Serpent's Tail)에서 출판된 이 소설은 "Jeux d'Enfants"라는 제목으로 프랑스어로 번역되었으며 갈리마르 출판사에서 출판되었다. 또한 중국어, 러시아어, 네덜란드어, 스페인어로도 번역되었다. 이 책은 2004년 존 르웰린 리스 상과 2005년 웨이버튼 굿 리드(Waverton Good Read) 상을 수상했다. 2008년 영국 세계 책의 날에 보이 A는 스프레드 더 워드 여론 조사에서 살아있는 작가가 선정한 가장 토론할 가치가 있는 소설로 선정되었다.